# Théodric
Théodric, fils d'Ida, est le cinquième roi connu de Bernicie. Il aurait régné de 572 à 579, entre son frère Æthelric et Frithuwald, mais les dates des souverains northumbriens avant Æthelfrith sont hautement douteuses.
Il est possible qu'il faille l'identifier à Fflamddwyn, roi des Angles qui apparaît dans le poème Gweith Argoed Llwyfain du Livre de Taliesin, selon lequel il fut vaincu et tué par Owain mab Urien.